# الكتلة الوطنية الفلسطينية
الكتلة الوطنية حزب سياسي فلسطيني، تأسس على يد عبد اللطيف صلاح عام 1935، وقد لعب الحزب دورًا بارزًا في الساحة السياسية الفلسطينية، خصوصًا في مقارعة الانتداب البريطاني على فلسطين.

## التأسيس
تأسس حزب الكتلة الوطنية الفلسطيني بتاريخ 10 أبريل 1935 على يد السياسي والحقوقي الفلسطيني عبد اللطيف صلاح، وقد تولى صلاح رئاسة الحزب.

## حظر الحزب
في أكتوبر 1937، حظرت سلطات الانتداب البريطاني حزب الكتلة الوطنية في فلسطين.